# Caída de Kabul (2001)
La Caída de Kabul tuvo lugar en 2001, durante la Guerra de Afganistán. Las fuerzas de la Alianza del Norte empezaron su ataque el 13 de noviembre, y empezaron un rápido avance contra unas fuerzas Talibanes que ya habían sido debilitadas por los bombardeos estadounidenses y británicos. El avance fue más rápido de lo inicialmente estimado, y al día siguiente las fuerzas de la Alianza del Norte entraron en Kabul y no encontraron ninguna resistencia en la ciudad. Las fuerzas Talibanes se retiraron hacia Kandahar, en el sur.
Junto a la caída de Mazari Sharif cinco días antes, la capitulación de Kabul fue un fuerte golpe al control Talibán de Afganistán.